# Фонтана, Франческо Луиджи
Франческо Луиджи Фонтана (итал. Francesco Luigi Fontana; 28 августа 1750, Казальмаджоре, герцогство Миланское — 19 марта 1822, Рим, Папская область) — итальянский куриальный кардинал, варнавит. Генеральный настоятель конгрегации регулярных клириков Святого Павла с 1807 по 19 марта 1822. Секретарь Священной Конгрегации коррекции Книг Восточной Церкви с 1802 по 19 июля 1814. Секретарь Священной Конгрегации чрезвычайных церковных дел с 19 июля 1814 по 30 июня 1816. Префект Священной Конгрегации Индекса с 30 июня 1816 по 24 сентября 1818. Префект Священной Конгрегации Пропаганды Веры с 24 сентября 1818 по 19 марта 1822. Префект Священной Конгрегации коррекции Книг Восточной Церкви с 24 сентября 1818 по 19 марта 1822. Кардинал-священник с 8 марта 1816, с титулом церкви Санта-Мария-сопра-Минерва с 29 апреля 1816 по 19 марта 1822.